# Franz von Waldersee (écrivain)
Ne doit pas être confondu avec Franz von Waldersee (général).
Franz Anton Johann Georg comte von Waldersee (né le 5 septembre 1763 à Dessau et mort le 30 mai 1823) est un fonctionnaire et écrivain anhaltais.

## Biographie
Waldersee est le fils aîné et illégitime du prince Léopold III d'Anhalt-Dessau et Johanne Eleonore Hoffmeier, fille du premier prédicateur de l'Église réformée de Zerbst, sœur de l'archidiacre de la Grande Église de Dessau. Il est nommé Waldersee du nom d'une banlieue de Dessau (de). Les intentions de son père de renoncer à son trône et de vivre en privé en Angleterre avec sa bien-aimée sont empêchées par Frédéric II de Prusse. En 1765, sa mère épouse Adolf Heinrich von Neitschütz (de) (1730–1772), son père épouse en 1767, sur l'insistance de Frédéric II, sa cousine Louise de Brandebourg-Schwedt en 1767 à la demande de Frédéric II. Néanmoins, Franz Johann Georg est élevé à la cour de Dessau conformément à son statut. Ernst Wolfgang Behrisch (de), puis plus tard August Rode (de) sont nommés son tuteur et éducateur.
En 1784, il entre au service prussien et devient assesseur à Breslau, peu après membre du Conseil de guerre et de domaine. En 1786, il est élevé au rang de comte. En 1790, il démissionne du service prussien avec le titre de directeur financier secret et est rappelé à Dessau par son père, où il occupe de nombreuses fonctions. Il est entre autres à partir de 1793 surintendant de la Commission médicale et de 1796 à 1806 président de la société chalcographique (de). En 1795, le prince Léopold III lui donne le palais Waldersee (de) comme résidence. Pendant les guerres napoléoniennes en 1813/14, il sert son père dans plusieurs missions diplomatiques en tant qu'agent de liaison avec les Alliés. Après la mort de son père, il devient maître de cour de son successeur, le duc Léopold IV Le roi Frédéric-Guillaume III lui décerne l'ordre de Saint-Jean (de).
En tant qu'écrivain, il compose un poème didactique sur la chasse, le livret d'un opéra et les traductions de plusieurs tragédies de Racine.

## Famille
Le 20 mai 1787, après quatre ans de fiançailles, Waldersee épouse à Dessau Louise-Caroline-Casimire-Sophie d'Anhalt (1767–1842), fille du général de division Albert d'Anhalt (de) et de son épouse Sophie Luise Henriette, née von Wedel (de). Les enfants suivants sont nés de ce mariage :
- Louise (1788-1880), religieuse
- Franz (1791-1873), général de cavalerie prussien et gouverneur de Berlin marié avec Bertha von Hünerbein (1799-1859)
- Eduard (1793-1867), officier prussien marié le 22 juin 1821 avec Laurette d'Alvensleben (1803-1875)
- Friedrich Gustav (1795-1864), lieutenant général prussien et écrivain militaire marié le 2 juillet 1823 avec Ottilie von Wedel (de) (1803-1882)
- Amélie (1799-1826) mariée avec Karl Friedrich David von Lindheim (1791–1862), général d'infanterie
- Marie (1803-1862) mariée le 29 mars 1826 avec Leopold von Gayl (de) (1791-1876), général d'infanterie prussien

## Travaux
(août 2022).
- Tagebuch der Schweizreise 1783, Französische Originalfassung in: Anna-Franziska von Schweinitz: Fürst und Föderalist. Tagebücher einer Reise in die Schweiz 1783 und der Bund der Eidgenossen als Modell im Alten Reich. Wernersche Verlagsgesellschaft, Worms 2004  (ISBN 3-88462-196-3), p. 225–276.
- Der Jäger. Ein Lehrgedicht in drei Gesängen, Halle, 1805, nouvelle édition Berlin, 1865.